# Бой до дыр
Бой до дыр — десятый студийный альбом группы «Тараканы!».

## Презентация альбома
Примерно за месяц до этого канал A-ONE записал концерт «Тараканов!», позже он попал в передачу «Парный прогон». На концерте присутствовал специально приглашённый гость — музыкальный критик Андрей Бухарин. В перерывах между песнями Дмитрий Спирин разговаривал с Бухариным о дальнейших планах группы и о новом альбоме.
Презентация альбома прошла 3 ноября 2009 года в клубе «Б1 Maximum».

## Список композиций
1. «Выход в город»
2. «Новые звёзды»  (музыка Д.Хромых , слова Д.Спирин)
3. «Много долларов и мало любви»  (музыка Д.Хромых , слова Д.Спирин)
4. «То, что не убивает тебя» (музыка Д.Хромых , слова Д.Спирин)
5. «После первого выстрела»
6. «Мужчины с электрогитарами»
7. «Законы джунглей»
8. «Алмазы и истребители»
9. «Всё это уже было в Симпсонах»
10. «Просто сделать это»
11. «Худшие друзья девушек»  (музыка Д.Хромых , слова Д.Спирин)
12. «Мы снова здесь»

### Бонус-треки на коллекционном издании
1. «Слушай, сука...»
2. «Живи сегодня»

### Бонус-треки на VIP FAN CLUB издании
1. «Вечно с тобой»
2. «Настоящие ценности»
3. «Выход в город» (Demo)
4. «Слушай, сука...» (Demo)
5. «То, что не убивает тебя» (радиоверсия)

## Видеоклипы
- «То, что не убивает тебя»

## История записи
Студия Сергея Большакова, Москва, июль–август 2009 года

«Rock-n-Roll Studio», Москва, сентябрь 2009 года

## Музыканты
- Дмитрий Спирин — вокал
- Александр Голант — гитара, бэк-вокал
- Денис Хромых — гитара, бэк-вокал
- Андрей Шморгун — бас-гитара, бэк-вокал
- Сергей Прокофьев — барабаны, бэк-вокал

### Приглашённые музыканты
- Олег Иваненко («Приключения электроников», «Фиги») — бэк-вокал
- Александр Тамкович (M.A.D. Band) — труба (7, 10)
- Гарик Санько (M.A.D. Band) —  валторна (7,10)
- Андрей Щербашин (M.A.D. Band) — тромбон (7, 10)
- Степан Житнов (M.A.D. Band) — саксофон (7, 10)
- Дмитрий Добрый — клавишные